# 湯氏原燈籠魚
湯氏原燈籠魚（学名：Protomyctophum thompsoni）为輻鰭魚綱燈籠魚目灯笼鱼科的其中一種。分布于西北太平洋區，包括日本、鄂霍次克海、白令海等海域，為深海魚類，棲息深度可達1500公尺，本魚鐵藍色的背面，腹部銀白色，體長可達5.2公分。

## 扩展阅读
維基物種上的相關：湯氏原燈籠魚